# Castelldefels
Castelldefels település Spanyolországban, Barcelona tartományban. Lakosainak száma 69 450 fő (2024).

## Földrajza
Castelldefels Gavà és Sitges községekkel határos.

## Testvértelepülések
- Lormont
- Torrelavega

## Népesség
A település lakosságának változását az alábbi diagram mutatja:
| Lakosok száma | 187  | 270  | 1174 | 3920 | 27 646 | 53 964 | 62 080 | 63 255 | 67 004 | 69 450 |
|               | 1717 | 1887 | 1936 | 1960 | 1986   | 2004   | 2009   | 2014   | 2019   | 2024   |